# Les Bérets verts (film, 1968)
Pour plus de détails, voir Fiche technique et Distribution.
Les Bérets Verts (The Green Berets) est un film américain de propagande réalisé par Ray Kellogg et John Wayne et sorti en 1968.

## Synopsis
Durant la guerre du Viêt Nam, le colonel Mike Kirby est chargé de recruter deux unités d'élite des « Special Forces ».
Celles-ci sont destinées dans un premier temps à aider à la construction d'un camp retranché dans la République du Viêt Nam en pleine zone ennemie.
Alors que les fortifications ne sont pas encore terminées et que le colonel est retourné à la base de Sanag, le camp est attaqué par les nord-vietnamiens. Le colonel prévenu peu avant l'attaque débarque en hélicoptère avec la force de réserve à proximité du camp. Si les forces sud-vietnamiennes et américaines sont d'abord obligées d'abandonner le camp malgré l'arrivée de la force de réserve, l'aide d'un avion AC-47 Spooky leur permet finalement de repousser les Viêtcongs hors du périmètre.
Peu après, le colonel Kirby reçoit l'ordre de capturer un général nord-vietnamien. Ce dernier, séduit par une femme, est capturé dans sa résidence par un groupe de commandos mené par Kirby qui réussit à s'introduire chez le général et à l'évacuer par avion.

## Fiche technique
- Titre original : The Green Berets
- Titre français : Les Bérets verts
- Réalisation : Ray Kellogg et John Wayne
- Scénario : James Lee Barrett d'après le roman The Green Berets de Robin Moore
- Direction artistique : Walter M. Simonds
- Décorateur de plateau : Ray Moyer
- Costumes : Jerry Alpert
- Photographie : Winton C. Hoch
- Montage : Otho Lovering
- Musique : Miklós Rózsa
- Production : Michael Wayne
- Société de production : Batjac Productions
- Société de distribution : Warner Bros.
- Pays de production :  États-Unis
- Langue : anglais
- Genre : Drame et guerre
- Format : Couleur (Technicolor) - 35 mm - 2,35:1 - Son : mono
- Durée : 142 minutes
- Dates de sortie :
  - États-Unis : 4 juin 1968 (première à Atlanta)
  - France : 18 septembre 1968

## Distribution
- John Wayne (VF : Raymond Loyer) : Colonel Mike Kirby
- David Janssen (VF : Jacques Thébault) : George Beckworth
- Jim Hutton (VF : Bernard Woringer) : Sergent Petersen
- Aldo Ray (VF : Jacques Dynam) : Sergent Muldoon
- Raymond St. Jacques (VF : Henry Djanik) : Doc McGee
- Bruce Cabot (VF : Yves Brainville) : Colonel Morgan
- Jack Soo : Colonel Cai
- George Takei : Capitaine Nim
- Luke Askew : Sergent Provo
- Irene Tsu : Lin
- Chuck Roberson : Sergent Griffin
- Edward Faulkner : Capitaine MacDaniel
- Jason Evers (VF : Michel Paulin) : Capitaine Coleman
- Patrick Wayne (VF : Philippe Dumat) : Lieutenant Jamison
- Mike Henry (VF : Jacques Chevalier) : Sergent Kowalski
- Cliff Lyons (VF : Serge Sauvion) : Hugh Parkinson
- Rudy Robbins (VF : Marcel Bozzuffi) : Sergent Parks
- William Olds : Général Phan Son Ti
- Eddy Donno (VF : Jean-Pierre Duclos) : Sergent Watson
- Jess Barker : Un soldat

## Autour du film
- John Wayne réalise et finance partiellement ce film. John Wayne était patriote et avait participé à de nombreux films de guerre : Iwo Jima, Le Jour le plus long, sans oublier Alamo. Le film débute par une longue explication (10 minutes) sur les raisons de l'intervention américaine au Viet Nam ; à l'inverse dans le film français Dien Bien Phu, le spectateur est plongé immédiatement dans la bataille sans aucune explication préalable. La sortie du film Les Bérets verts déclencha de violentes manifestations soutenues par les partisans de la non-intervention des États-Unis dans ce conflit.
- La première tentative de projeter le film en France a eu lieu à l'hôtel Sofitel d'Issy les Moulineaux. Une violente attaque menée par un commando d'extrême gauche empêchera la projection. On relèvera plusieurs blessés graves et les auteurs de l'attaque ne seront jamais inquiétés[1]. Le 20 juillet 1974, une autre attaque d'une projection du film a lieu au Cinéac-Italiens (Paris 1er). Cette fois, l'action est revendiquée par le groupe maoïste Foudre de Natacha Michel[2].
- En France, il fallut attendre plus de 20 ans pour que Les Bérets verts soit diffusé à la télévision française.
- Le système de récupération surface-air Fulton est utilisé dans la scène d'évacuation du général nord-viêtnamien.

## Détournement
Un extrait de Les Bérets verts fut utilisé dans l'un des films à détournement de Michel Hazanavicius, appelé Ça détourne. La scène utilisée inclut, aux côtés de John Wayne, l'acteur nippo-américain George Takei, qui avait à l'époque du tournage un rôle récurrent dans la série Star Trek - et plus tard dans les films qui en furent inspirés. Ça détourne utilise une référence à ce rôle futur pour détourner Les Bérets Verts de façon comique.